# Muhammad al-Tijani
Muhammad al-Tijani al-Samawi (arabiska: محمد التيجاني السماوي), född 1943, är en tunisisk islamisk lärd, doktor, akademiker och teolog. Han valde att bli shiamuslim ungefär år 1971. Han har bland annat skrivit boken Then I was Guided, som är en självbiografisk redogörelse för sitt sökande efter kunskap, och som har som mål att ta bort några av de barriärer som finns mellan sunniternas och shiiternas tankeskolor genom att avlägsna missuppfattningar om shiaislam. Boken har översatts till 26 språk.